# Magistrala CFR 1000
Magistrala 1000 este o magistrală a Căilor Ferate Române.
Stații importante: București Nord/Basarab, Buftea, Periș, Brazi, Ploiești Sud/Vest